# ایگیل رامسفل
ایگیل رامسفل (انگلیسی: Eigil Ramsfjell؛ زادهٔ ۱۷ مارس ۱۹۵۵) ورزشکار کرلینگ اهل نروژ است.